# 村田兆治
村田兆治（日语：／ Murata Chōji，1949年11月27日—2022年11月11日）是一名日本職業棒球運動員、教練。1968年至1990年期間，他效力於東京/羅德獵戶星隊，守備位置為投手。
村田於1975年和1976年在太平洋聯盟的防禦率中領先。1976年，他贏得21場比賽，這是他職業生涯中唯一一次贏得20場以上比賽的賽季。
村田右手的過度使用導致極度的疼痛和受傷之後被迫接受尺骨附屬韌帶重建術，該手術於1982年由加州的弗蘭克·喬貝醫生實施（他是首位接受該手術的日本投手），導致村田在康復期間錯過1982年至1984年的賽季。
1985年，村田以17-5的成績復出，贏得日本職棒年度最佳復出球員獎。1989年，他的防禦率再次領先太平洋聯盟。
1990年，村田以職業生涯200多場勝利退役，成為名球會的一員。他於2005年入選日本棒球名人堂。
2008年，村田擔任澤村獎評選委員會成員。
2022年9月23日，村田在羽田機場因涉嫌毆打一名海關人員而被捕。
2022年11月11日，村田位於東京世田谷區的房子於凌晨發生火警，之後被緊急送往醫院仍回天乏術，享壽73歲。

## 外部連結
- 球員資訊和成績在Baseball-Reference (Minors)（英文）
- 日本棒球名人堂 （页面存档备份，存于）